# NWA United States Heavyweight Championship (Toronto version)
El NWA Toronto United States Heavyweight Championship fue la versión del United States heavyweight championship que fue defendido en la promoción de Frank Tunney en Toronto, la Maple Leaf Wrestling. Con existencia desde 1962 hasta 1973. Una versión distinta del título fue traído al territorio por The Sheik en 1974 y defendido hasta 1977. Después de eso, Maple Leaf Wrestling reconoció el Mid-Atlantic version del título desde mayo de 1978 hasta julio de 1984 cuando el promotor Jack Tunney se alió con la WWF.

## Lista de campeones
| Luchador              | N.º | Fecha                   | Lugar            | Notas |
| --------------------- | --- | ----------------------- | ---------------- | --- |
| Johnny Valentine      | 1   | Septiembre de 1962      |                  | Ver listaAnunciado como campeón en la llegada a Toronto.                                                                          |
| Bruno Sammartino      | 1   | 22 de noviembre de 1962 | Toronto, Ontario | |
| Johnny Valentine      | 2   | 14 de diciembre de 1962 | Toronto, Ontario | |
| John Paul Henning     | 1   | Junio de 1963           | Washington D. C. | Ver listaCambio ficticio del título.                                                                                              |
| Johnny Valentine      | 3   | 11 de julio de 1963     | Toronto, Ontario | |
| The Beast             | 1   | 17 de octubre de 1963   | Toronto, Ontario | |
| Johnny Valentine      | 4   | 5 de marzo de 1964      | Toronto, Ontario | |
| Professor Hiro        | 1   | 4 de junio de 1964      | Toronto, Ontario | |
| Johnny Valentine      | 5   | 15 de octubre de 1964   | Toronto, Ontario | Ver listaVictoria por decisión del árbitro.                                                                                       |
| Professor Hiro        | 2   | 22 de octubre de 1964   | Toronto, Ontario | Ver listaVictoria por descalificación.                                                                                            |
| Johnny Valentine      | 6   | 30 de octubre de 1964   | Toronto, Ontario | |
| The Sheik             | 1   | 27 de diciembre de 1964 | Toronto, Ontario | |
| Johnny Valentine      | 7   | 3 de enero de 1965      | Toronto, Ontario | |
| Tiger Jeet Singh      | 1   | 11 de junio de 1967     | Toronto, Ontario | Ver listaTítulo inactivo desde 1968 a 1971; reconocido como campeón de nuevo en 1971.                                             |
| Vacante               |     | Enero de 1973           |                  | Ver listaTítulo vacante. |
| The Sheik             | 2   | Julio de 1974           |                  | Ver listaCampeón de la versión de Detroit reconocido en Toronto.                                                                  |
| Thunderbolt Patterson | 1   | 19 de noviembre de 1976 | Toronto, Ontario | |
| The Sheik             | 3   | 26 de diciembre de 1976 | Toronto, Ontario | |
| Bobo Brazil           | 1   | 6 de febrero de 1977    | Toronto, Ontario | |
| The Sheik             | 4   | 27 de febrero de 1977   | Toronto, Ontario | |
| Vacante               |     | Julio de 1977           |                  | Ver listaSheik abandonó el área de Toronto; Mid-Atlantic version es reconocido en Toronto desde mayo de 1978 hasta julio de 1984. |